# U Sculptoris
U Sculptoris är en pulserande variabel av Mira Ceti-typ (M) i stjärnbilden i Bildhuggaren. 
Stjärnan varierar mellan visuell magnitud +8,3 och 15,21 med en period av 333,73 dygn.